# 古尤群島
古尤群島（英語：Guyou Islands），是南極洲的群島，位於葛拉漢地的丹科海岸，處於索尼亞角東北面3公里的弗蘭德雷斯灣，由比利時的探險隊繪入地圖，現時由南極條約體系管理。